# Поліщуки

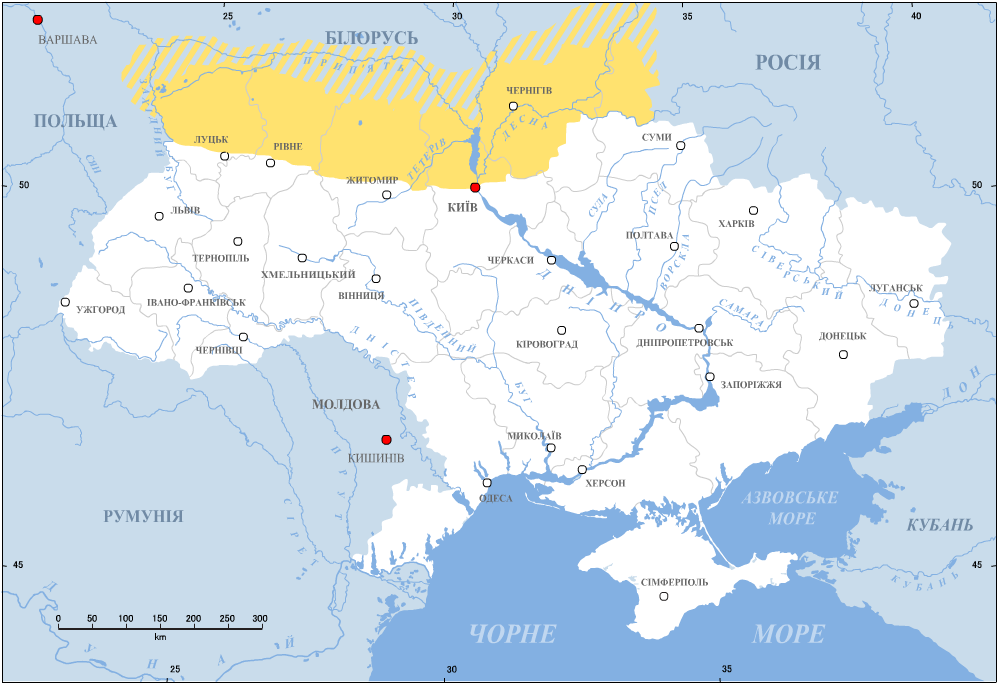
Українське Полісся

Поліщуки, (Західнополіська мова: Поліщуки) — етнографічна група українців, яка розташована в районі українсько-білоруського міжетнічного порубіжжя Полісся і містить у собі риси як української та білоруської культур, також назва всього населення Поліщуки тобто мешканці Полісся.

## Територія

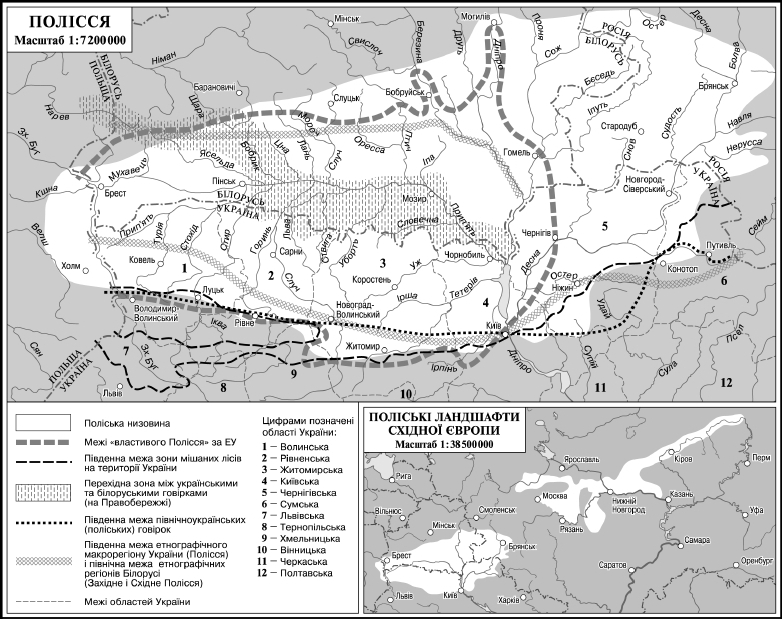
Полісся

Основним місцем проживання поліщуків були басейни Прип'яті та Горині, що нині включає північні райони Волинської, Житомирської, Київської та Рівненської областей в Україні, Берестейську область (окрім північно-східних районів) та південні райони Гомельської області в Білорусі.

## Етнонім
Назва «поліщуки» пов'язана з топонімом «Полісся», котрий існує ще з XIII — XIV ст. Тоді мешканці цього регіону ще не сформувалися як етнографічна група, хоча й мали деякі відмінності та різні назви: полісяни, підлісяни тощо. Якості етнографічної групи вони почали проявляти приблизно з XV ст. Саме у цей час і зафіксована історичними документами самоназва «поліщуки». Дослідники вважають, що на первинному етапі формування етноніма він окреслював міжетнічну спільність етнографічно близьких народів: українців, білорусів та литовців, що були підданими однієї держави — Великого князівства Литовського. На ранньому етапі формування назви «поліщуки» вона утверджувалась іззовні, тобто вживалась як екзоетнонім. У міжвоєнні 1918-1939 роки уряд Польської Республіки розглядав етнографічну групу поліщуків у окремий етнос, протиставляючи таким чином його всім українцям.
Таке розмежування чітко зафіксоване у самоназвах. Так, білоруські поліщуки у білоруських районах Полісся (Берестейських землях, Підляшші, Чорній Русі) тривалий час, майже до XVII століття, називалися полісянами, нарівні з литвинами, русинами, поляками, білорусцями. На ширшому етнонімічному рівні населення цих областей об'єднувалося назвою «литвини» в її державно-політичному або, за тодішніми європейськими уявленнями, «національному» значенні. Етнографічне виділення частини литвинського населення у поліщуки відбувалося на рубежі XVII—XVIII століть, оформившись у самоназви: палещуки, полищуки, полещуки, нарешті — поліщуки. Причому остання форма мала не стільки регіональний, скільки субетнічний характер.

## Етногеноміка
Генетичні дослідження, проведені за генофондом Y-хромосоми, показали, що максимальну спорідненість популяції білоруського Полісся (на теренах Мозир - Пінськ - Берестя) мають з українцями. Ступінь спорідненості з іншими білоруськими популяціями менший, що свідчить про те, що генофонд білоруського Полісся зберігає історичне схожість з популяціями України.
За підсумками досліджень з мтДНК 2017-го близько 9 % українських мітотипів виявляють схожість до поліщуків.

## Білоруські поліщуки

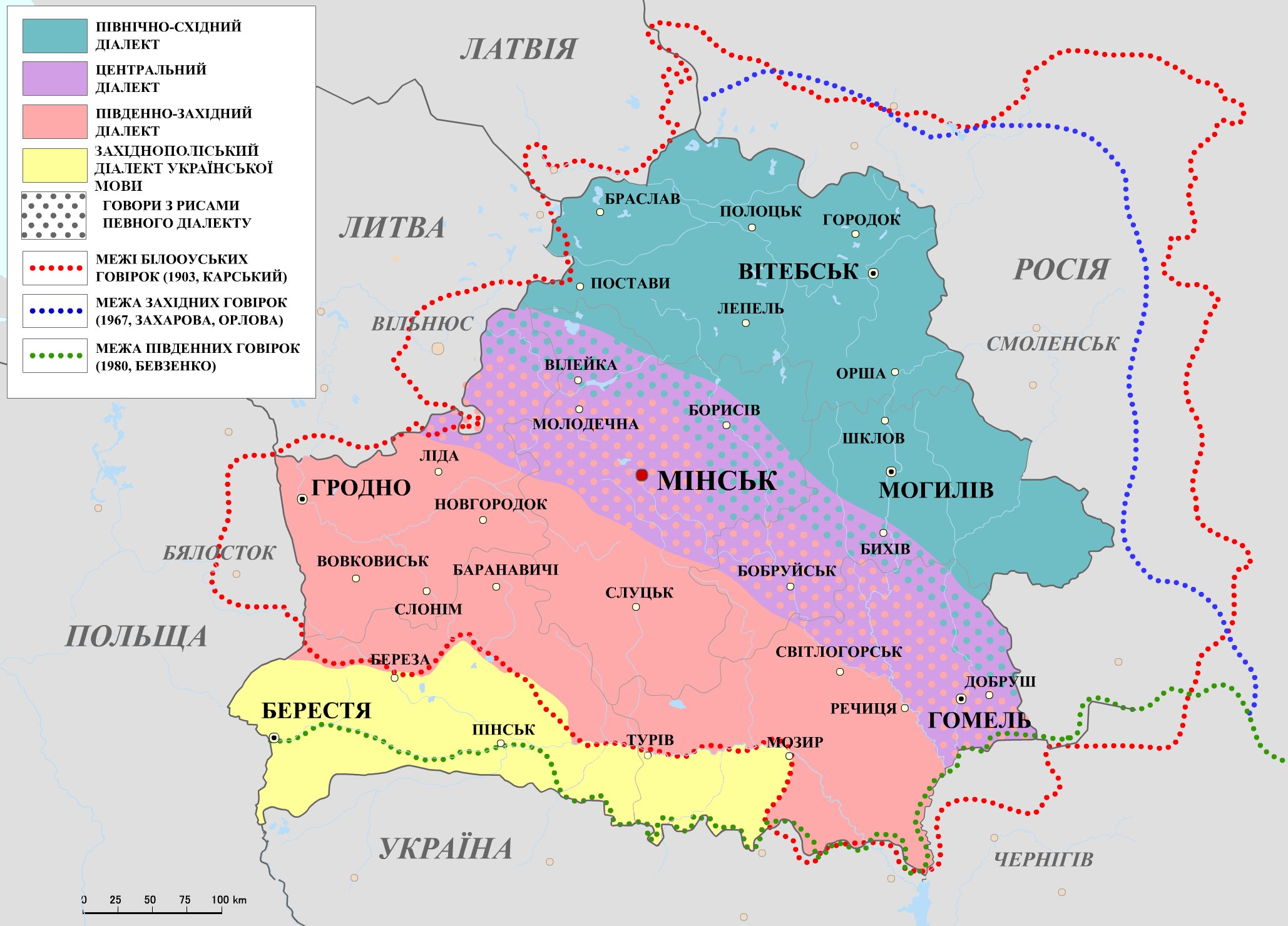
Діалекти білоруської мови
Центральний (середній)
Південно-західний
Західнополіський говір української мови
Лінії
Межі білоруських говірок (1903, Карський)

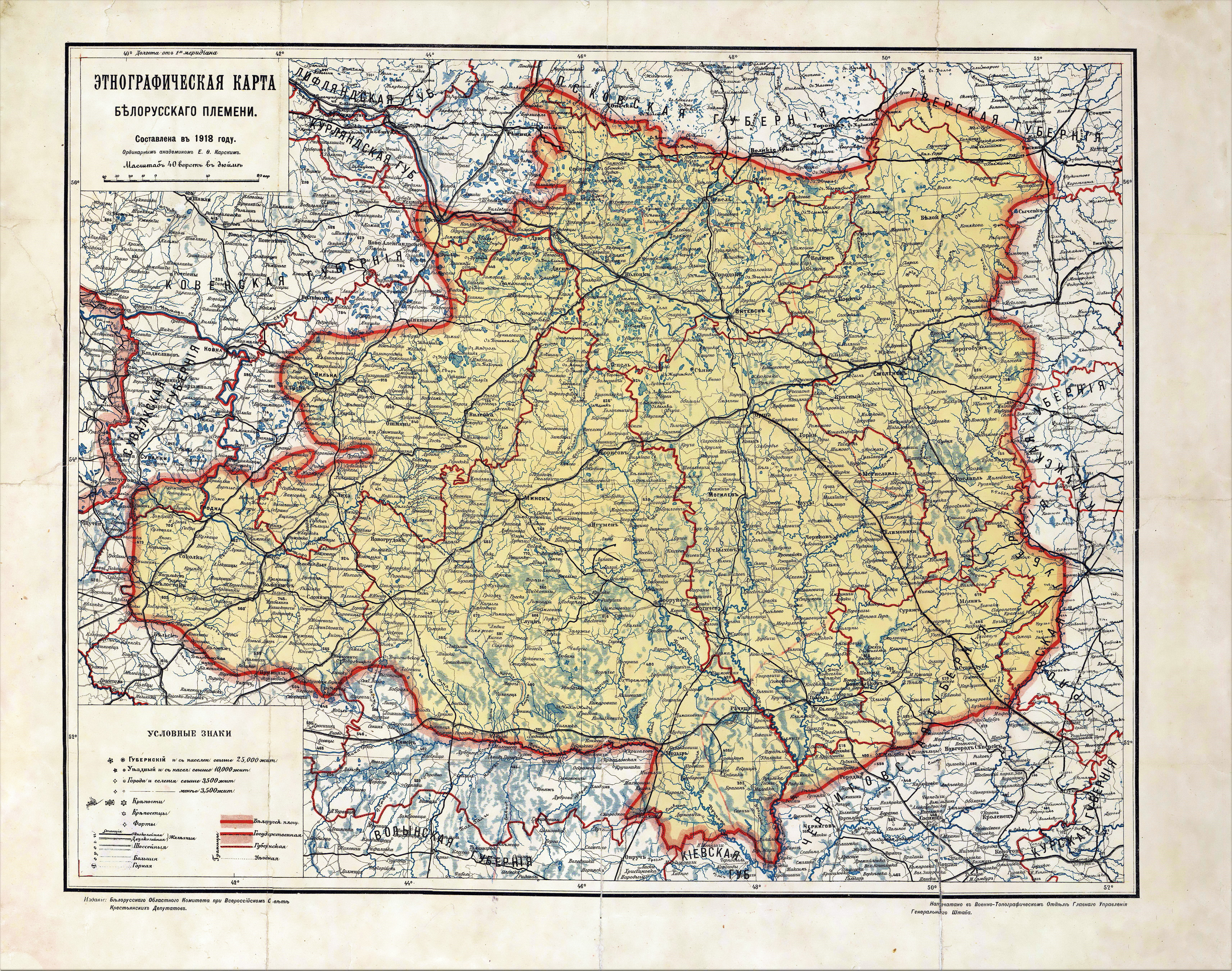
Етнографічна карта білоруського племені 1918 року академика Юхима Карського, за якою поліщуки відносяться до білорусів південної частини країни

Спочатку регіон розселення майбутніх поліщуків належав до Київської Руси, потім на заході до Волинського та об'єднаного Галицько-Волинського князівств, а на сході до Турово-Пінського, згодом ці землі увійшли до Великого Князівства Литовського, потім до Речі Посполитої.  Потім, після революції, знову два десятиліття у складі Польщі. Але  місцева говірка виявилася на диво стійкою. Мова, дуже схожа як на українську так і на білоруську мови. Брестські поліщуки в деяких селах кажуть «кунь», «вул» (а не «кінь», «віл»), але відмінювання дієслів — українське. Фонетика теж значно ближча до української мови.
```
«Ми говорим так, як від, у деревні говорат. По-просту. Полєсє, але тож їсть лісу, але тож оне називаютса Полєсє, але. Пуйдзеш у  жеж лісу, там болота, журавлину красну бером… Ми счітаємса Полєсє. Ето саме забите Полєсє, уже в конце, туди уже Росія, за Припятью Полєсє
 
— ето на Украіні, і отут воно від Пінська майже до Бреста доходить.»
```

Селяни все ще дотримувалися українських звичаїв, співають українські пісні. А коли Україну охоплювали національно-визвольні рухи, то пінсько-берестейські поліщуки брали в них найактивнішу участь. Священник Никанор Котович писав міністру народної просвіти у 1918 році: 
| Що стосується інших повітів Гродненської губернії, як-то Брестського, Кобринського, Бєльського та південної половини Пружанського повіту, суміжних з Волинською губернією та Холмщиною, то всі вони населені суцільним українським населенням, що говорить українською мовою, у якого все звичаї, пісні, обряди, вся психіка і навіть зовнішній тип або вигляд, потім такі загальновживані імена, як, напр., Гриць, Остап, Пилип, Ничипор, Хома, Данило, Тарас, Пантелій, Улас, Хведір і жіночі: Палажка, Опраска, Катерина, Оксеня, Огапа, Хведора, Юхимка, Ганна, Христина, Явдося, Мелаха, Наталка, Оленя, і прізвища: Коляда, Тур, Гук, Шевченко, Кравчук, Степанюк, Вакулюк, Рогачук, Мигура, Бич, Сиротюк, Ярощук, Стасюк, Дубина, Манишка, Козлюк і багато інших признаків цілком доводять цю неспростовану істину, що все населення цих 342 повітів, яке досягає нині, загалом, цифри майже мільйон, є чисто українське, в середовищі якого немає жодного навіть Білорусії, а поляки, в більшості поміщики, вкраплені оазами в такій незначній кількості між тутешніми українцями, що, наприклад, на 200.000 занадто православних українців Кобринського повіту доводиться не більше 10.000 поляків[6] |.

## Українські поліщуки

Українсько-білоруська мовна межа за даними мовознавців до 1917 року

Українські поліщуки (мешканці сучасних Київської, Житомирської та Рівненської областей), мали суто етнографічну природу. Традиційним ареалом поширення назви «поліщуки», серед самого населення, був в основному басейн Прип'яті та її приток. Проте етнікон «поліщуки», як самоназва населення цієї території, поширена тут не скрізь. Вже нині простежується тенденція до обмеженні 
ся, низький рівень урбанізації — все це позначилось  Нцифіці культури та укладнаселення. Головна своєрідність цієї культури полягала у консервації її архаїчних рис. Ці риси зумов  збережинчималої кількості реалій, що сягають давніх слов'ян. Це простежу,атак  зокрема любно-сі імейній с рхаїчні формивеликої сім'ї. Звичаєве право також містило цілий ряд давніх елементів, наприклад, право передання майна у спадщину по смерті глави сім'ї старшому братові, а не синові чи дружині, як це було вже прийнято у більшості регіонів України.
Архаїчними особливостями визначалася і матеріальна культура, зокрема житло. З планування воно було типово українським («хата — комора» або «хата — сіни — хата»), але регіонально-архаїчним за конструкцією та матеріалом. Робили житло з масивних колод, не білили, покривали двосхилим дахом «накатом», опалювали нерідко «по-чорному». Відгомони культури Київської Русі відчуваються і в елементах одягу (обруси, плати, зав'язки, серпанки), і в обрядовості («викликання померлих на розмову», «водіння куща» тощо). Ще перед Другою Світовою війною поліщуки підперезувалися і хусткою, і лляним поясом.
Антропологічно мають дуже низьке і широке обличчя (лицевий покажчик — 85,5), максимально розвинуте надбрів'я, масивне чоло. Такий тип не зафіксований у жодному ареалі Європи, крім України. Зріст поліщуків середній, а колір волосся світліший.

## Тутейші
Тутейші — термін, який використовувала в 1919—1939 роках влада Польщі на позначення українців і білорусів, які мали нечітко визначену національну свідомість. Під час переписів населення 1921 та 1931 років «тутейші» були зараховані до графи «інші» та не були зараховані ані до українців, ані білорусів.

## Світлини

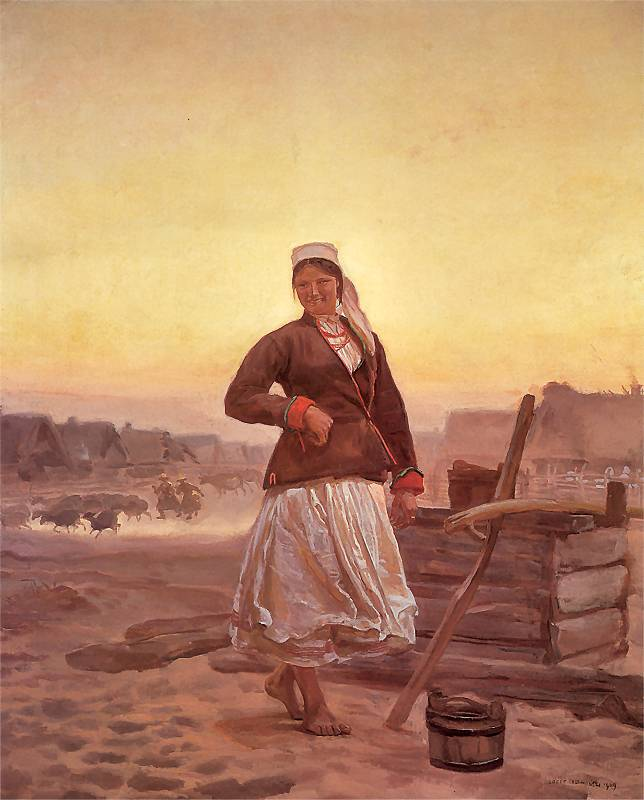
Вечір на Поліссі (1909). Юзеф Хелмонський
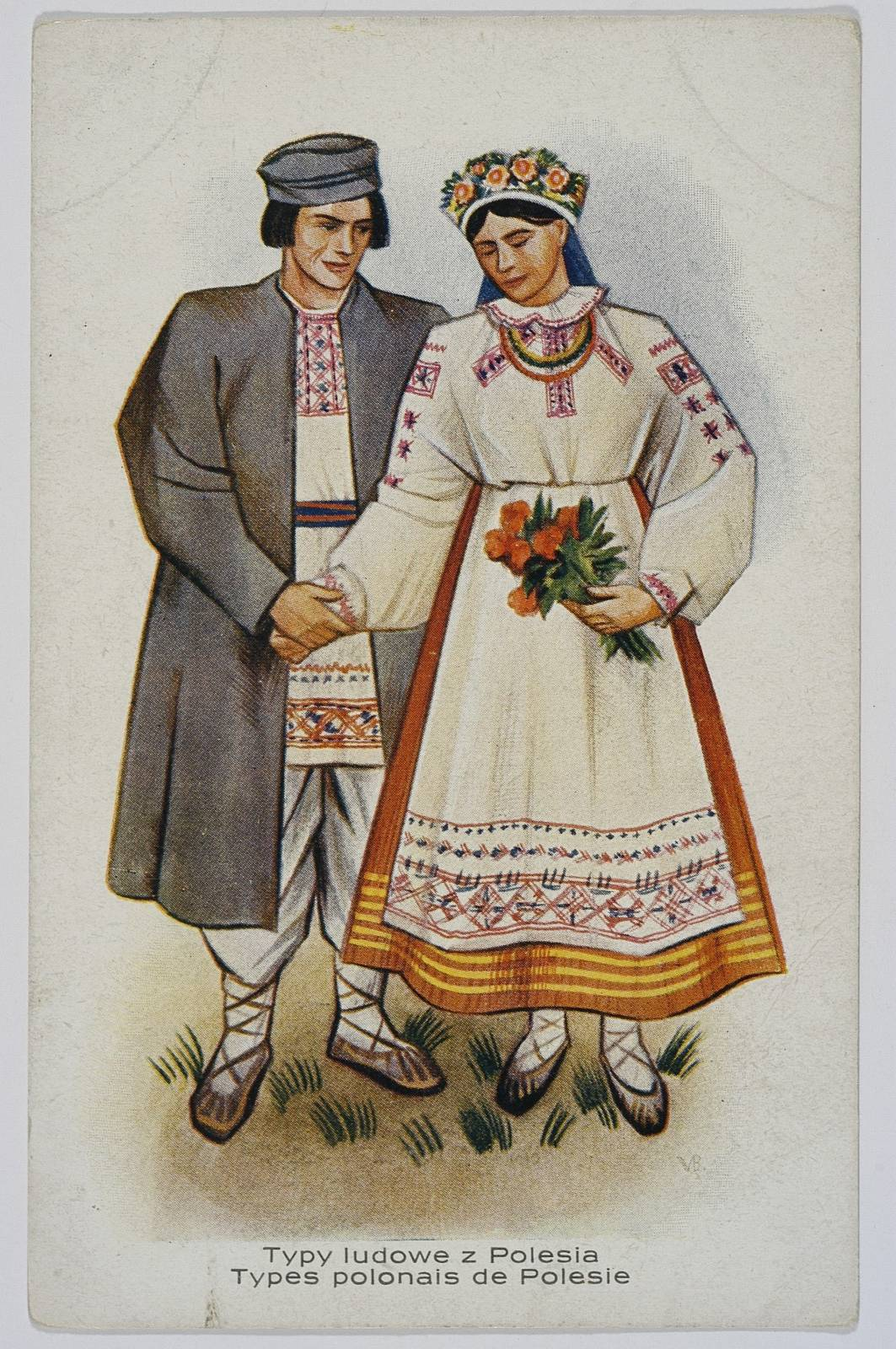
Поліщуки (1908). В. Боратинський
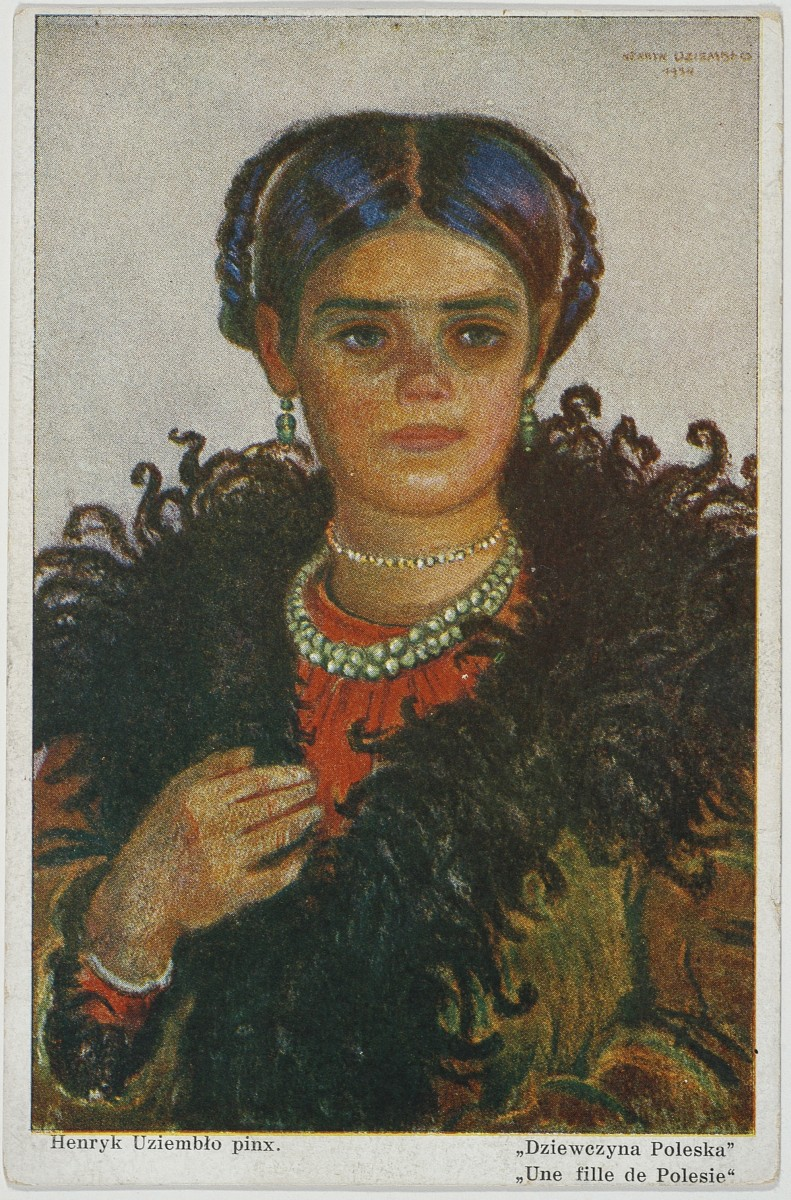
Дівчина з Полісся (1934). Генрик Узембло
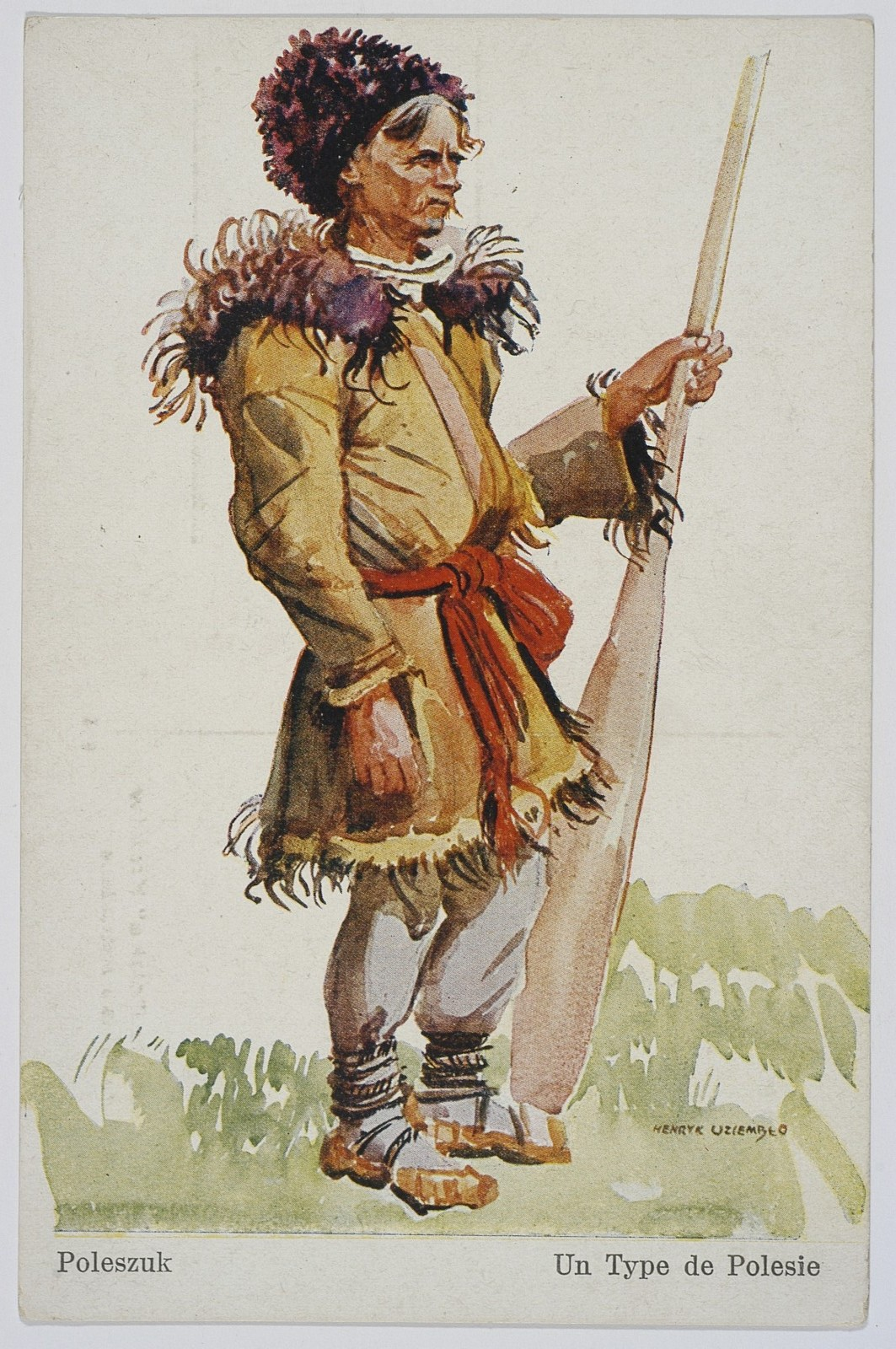
Поліщук (1939). Генрик Узембло